# Jabra Ibrahim Jabra
Jabra Ibrahim Jabra (Bethlehem 1919 – Bagdad 1994) ( Arabisch : جبرا ابراهيم جبرا) was een Palestijnse schrijver van Syrisch-orthodoxe afkomst geboren in Bethlehem toen dat nog deel uitmaakte van het Brits Mandaat Palestina. Opgeleid in Jeruzalem en later aan de Universiteit van Cambridge, vestigde hij zich in Irak na de Israëlische onafhankelijkheidsverklaring van 1948 en de daarop volgende Arabisch-Israëlische Oorlog van 1948, de periode die door de Palestijnen ook wel wordt aangeduid als Al-Nakba.
Naast vele eigen werken als dichter en romanschrijver heeft hij ook veel vertalingen uit het Engels in het Arabisch op zijn naam staan, waaronder James Frazer's The Golden Bough en delen van het werk van Shakespeare en T.S. Eliot. Hij heeft in totaal ongeveer 60 boeken gepubliceerd, en zijn eigen werk is vertaald in meer dan twaalf talen.

## Leven
Jabra volgde zijn basisonderwijs op een Syrische school, gevolgd door de Nationale School Bethlehem in 1929, voordat hij in 1932 in Jeruzalem aan de Al-Rashidiya High School ging studeren. Daarna studeerde hij aan de Arabische Universiteit van Jeruzalem, en werd goed thuis in het Engels, Arabisch en Syrisch.
Jabra kreeg een studiebeurs om in Groot-Brittannië te studeren aan de Universiteit van Cambridge, waar hij in het midden van de jaren veertig afstudeerde met een MD in de Engelse literatuur. Na zijn afstuderen keerde hij terug naar Palestina, waar hij een aanstelling kreeg als docent in Jeruzalem, bij de Al-Rashidiya High School waar hij eerder zelf gestudeerd had.
Bij Al-Nakba in 1948 vestigde Jabra zich in Bagdad waar hij ging werken bij de Britse archeologische missie. Later doceerde hij Engelse literatuur aan de Universiteit van Bagdad, totdat hij in 1952 een fellowship kreeg bij de Harvard University in de Verenigde Staten.
Na zijn terugkeer naar Bagdad in 1954 trad Jabra in dienst bij de National Oil Company van Irak. Daarnaast werkte hij mee aan een aantal documentaires. Tijdens de jaren vijftig richtte hij ook de Bagdad Contemporary Art Group op, terwijl hij ook optrad als eindredacteur van de Arabic Art magazine en als voorzitter van Irak’s Art Critics Association.
Hij bleef tot 1964 les geven aan de kunstfaculteit van de Universiteit van Bagdad en bij het Queen Aliyah College.

## Muurgedicht

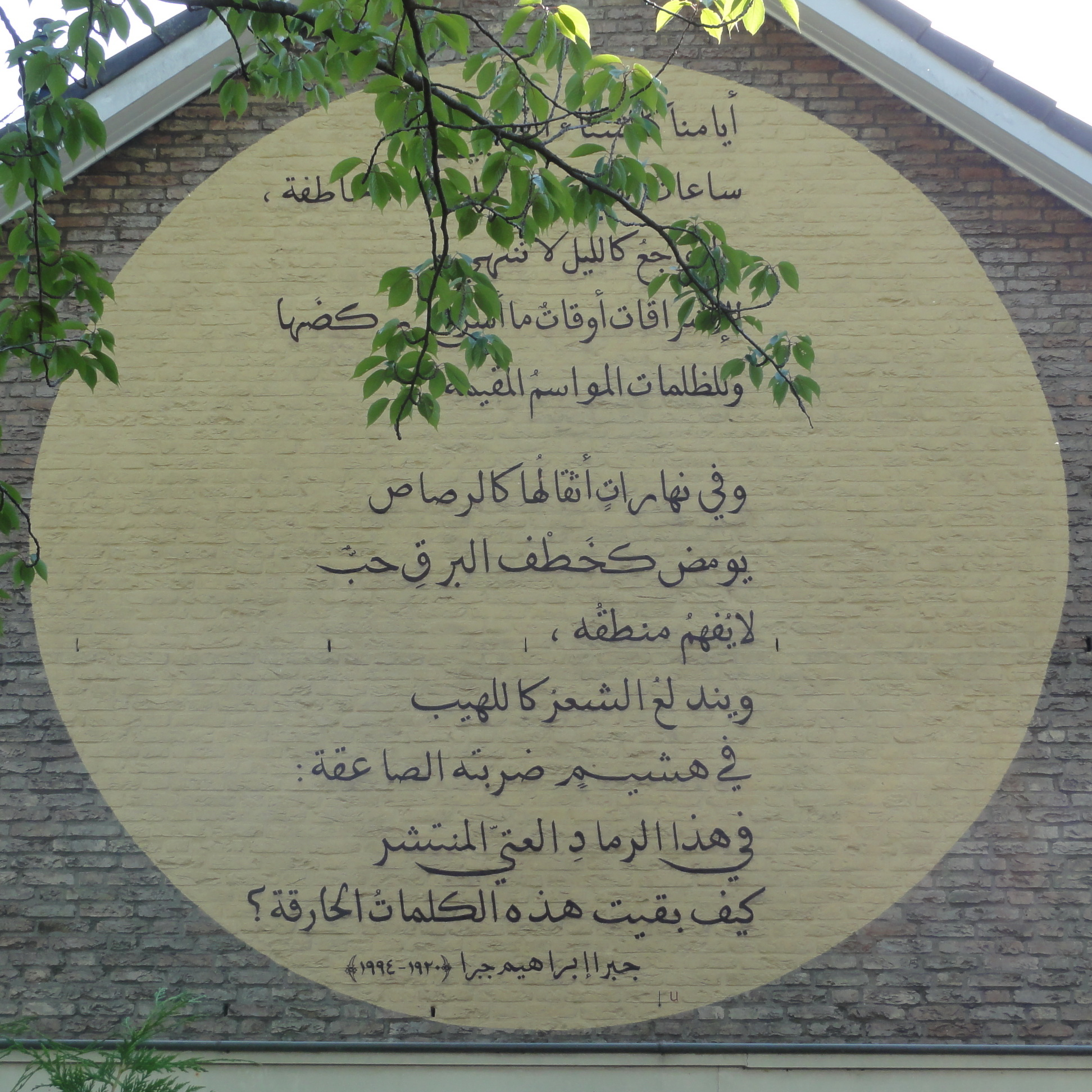
Het muurgedicht 'Als een poolwinter ...' van Jabra Ibrahim Jabra, Berlagestraat 13a, Leiden

In het kader van het project "Gedichten op muren" is in 1995 in Leiden het gedicht Als een poolwinter... van Jabra Ibrahim Jabra op de voorgevel van Berlagestraat 13a aangebracht.

## Werken (selectie)
Arabisch:
1. Tammūz fī al-Madīnah, 1959 (Tammuz in the City)
2. al-Ḥurrīyah wa-al-Tūfān, 1960
3. al-Madār al-Mughlaq, 1964
4. al-Riḥlah al-Thāminah, 1967 (The Eighth Journey)
5. al-Safīnah, 1970 (The Ship
6. ‘Araq wa-Qiṣaṣ Ukhrā, 1974
7. Ṣurākh fī Layl Ṭawīl, 1974 (A Cry in a Long Night)
8. Jawād Sālim wa-Nuṣb al-Ḥurrīyah, 1974
9. al-Nār wa-al-Jawhar, 1975 (Fire and Essence)
10. Baḥth ‘an Walīd Mas‘ūd, 1978 (Searching for Walid Masud)
11. Yanābi‘ al-Ru’yā, 1979
12. Law’at al-Shams, 1981
13. ‘Ālam bi-lā kharā’iṭ, 1982, (A World without Maps) (met Abdul Rahman Munif)
14. al-Ghuraf al-Ukhrā, 1986. (The Other Rooms)
15. al-Bi'r al-ulā, 1987. (The First Well)
16. Malik al-Shams, 1988
17. Yawmiyyat Sarāb ‘Affān: Riwāyah, 1992
18. Shari‘ al-Amirāt : Fusūl min Sīrah Dhātiyyah, 1994

Engels:
1. Hunters in a Narrow Street. 1960
2. The Ship. Trans. by Adnan Haydar & Roger Allen. 1985
3. The First Well: A Bethlehem Boyhood. Trans. by Issa Boullata. 1995
4. In Search of Walid Masoud. Trans. by Adnan Haydar & Roger Allen. 2000
5. Princesses' Street: Baghdad Memories. Trans. by Issa Boullata. 2005
6. The Journals of Sarab Affan. Trans. by Ghassan Nasr. 2007

Vertalingen (Engels naar Arabisch):
1. Mas’at Hāmlit, Amīr al-Dānmārk, 1979. (Shakespeare's Hamlet)
2. Sūnītāt, 1983. (Shakespeare's Sonnets)

## Woonhuis vernietigd
In Bagdad liet Jabra Ibrahim Jabra een eenvoudig huis bouwen, omgeven door sinaasappelbomen die herinnerden aan Palestina. Het huis was een gastvrije plek voor andere kunstenaars. Naar verluidt haalde Jabra de schrijver Abdul Rahman Munif over om daar zijn monumentale roman Cities of Salt te komen schrijven. Issa J. Boullata, een gepensioneerde professor in de Arabische literatuur aan de McGill University in Canada en een oude vriend van Jabra, herinnert zich ook de salon voor dichters, kunstenaars en denkers vol van een "een intellectuele kwaliteit die voortkwam uit zijn geest, altijd open voor anderen."
Toen Jabra stierf in 1994, verhuisde een familielid, Raqiya Ibrahim, naar het huis, waarin een grote collectie boeken en kunst bewaard bleef. Door een autobom op 4 april 2010 – gericht tegen de ambassade van Egypte in Bagdad – werd het tegenovergelegen huis van Jabra met de daar aanwezige collectie vernietigd.
- Bibsys: 5100120
- Bibliothèque nationale de France: cb12178081t (data)
- Catàleg d'autoritats de noms i títols de Catalunya: 981058513650206706
- CiNii: DA07413381
- Gemeinsame Normdatei: 119244691
- International Standard Name Identifier: 0000 0001 1587 7639
- Library of Congress Control Number: n83051327
- Nationale Bibliotheek van Tsjechië: xx0022859
- Nationale bibliotheek van Australië: 35963722
- Nationale Bibliotheek van Israël: 987007274539205171
- Nationale en Universitaire bibliotheek Zagreb: 000290550
- Nederlandse Thesaurus van Auteursnamen: 088157075
- Réseau des bibliothèques de Suisse occidentale: 02-A000077541
- LIBRIS: 105503
- Système universitaire de documentation: 052550311
- Virtual International Authority File: 2436078
- WorldCat: E39PBJqFTJMjMQhq74pqmqbTpP